# 維舍林城堡

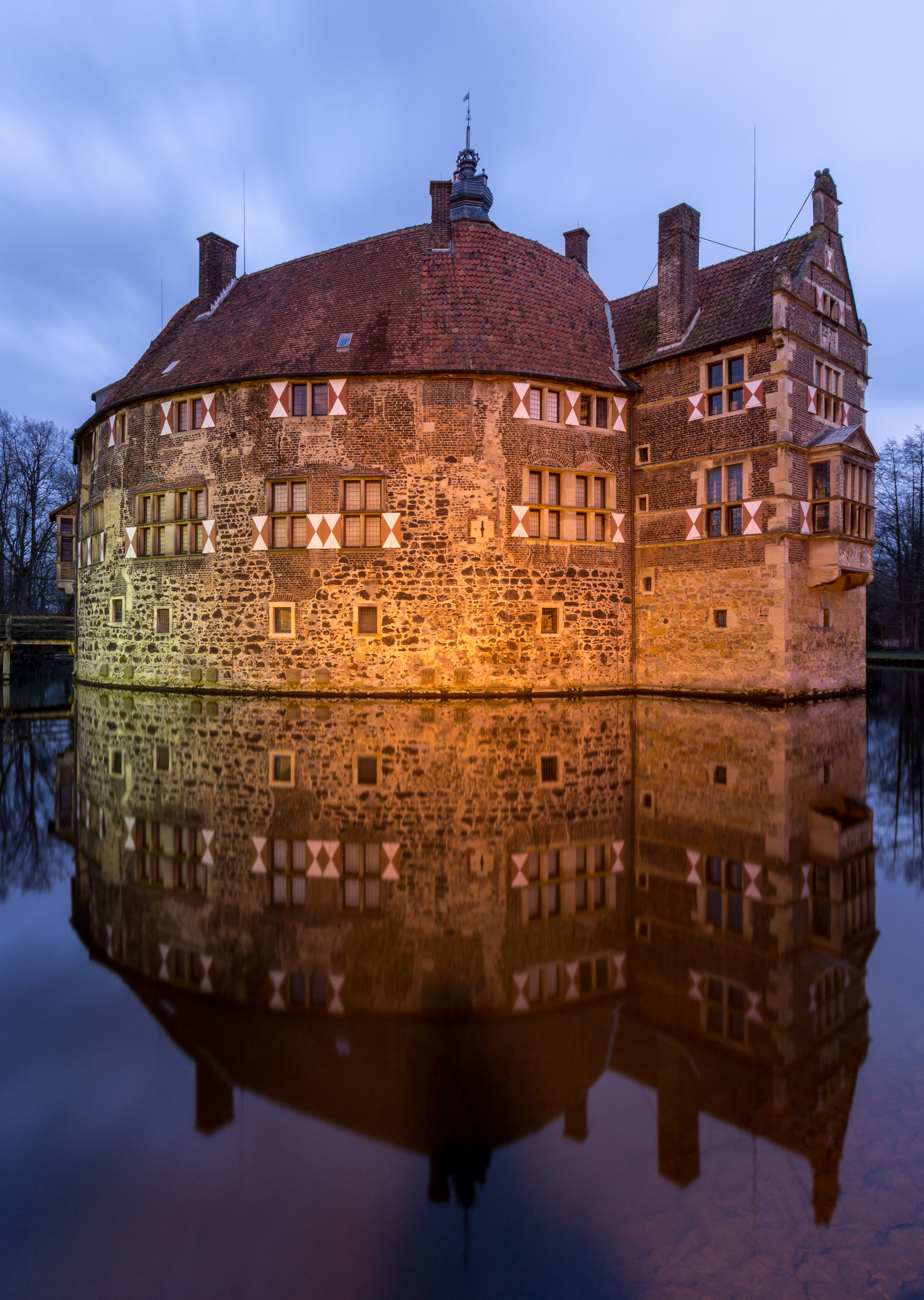
维舍林城堡

維舍林城堡（德語：Burg Vischering）是位于德國北莱茵-威斯特法伦吕丁豪森的一個護城河城堡。 1521年，城堡毀於一場大火，後來人們又重建了城堡。第二次世界大战期間的空袭對城堡並沒有造成太大影響。